# Les Aveugles de Jéricho
Les Aveugles de Jéricho, appelé aussi Le Christ guérissant les aveugles, est un tableau réalisé vers 1650 par Nicolas Poussin. Il est conservé au musée du Louvre à Paris.

## Historique de l'œuvre
Réalisé pour le marchand lyonnais Bernardin Reynon en 1650, le tableau a appartenu au duc de Richelieu, grand collectionneur de tableaux de Poussin, puis est entré dans la collection de Louis XIV en 1665.
Les dimensions du tableau sont de 1,19 × 1,76 m. Conservé au musée du Louvre avec les numéros d'inventaire INV 7281 et MR 2320, il est exposé dans la salle 826.

## Sujet du tableau
Le titre traditionnel du tableau se réfère à l'épisode de la guérison des aveugles de Jéricho, décrit dans l'évangile selon Matthieu, chapitre XX : alors que Jésus sort de la ville de Jéricho, suivi d'une grande foule, deux aveugles l'interpellent et lui demande de les guérir ; Jésus touche leurs yeux et ils recouvrent immédiatement la vue. Dans l'évangile selon Marc, chapitre X, un seul aveugle est mentionné, nommé Bartimée.
L'évangile selon Matthieu décrit toutefois, au chapitre IX, un épisode similaire survenu dans la ville de Capharnaüm : alors que Jésus vient de ressusciter la fille de Jaïre, il est suivi par deux aveugles jusqu'à sa maison ; les aveugles s'approchent de Jésus, celui-ci touche leurs yeux et les deux aveugles sont guéris.
Le titre du tableau au musée du Louvre fait référence au premier épisode. Il en était de même, peu après la mort de Poussin, de Bellori et de Félibien dans leurs biographies du peintre, ainsi que du peintre Sébastien Bourdon dans une conférence donnée le 3 décembre 1667. Toutefois, un autre intervenant, lors de la même conférence, considère que les détails du tableau font plutôt penser à la guérison réalisée à Capharnaüm, thèse reprise à l'époque moderne par Elizabeth Cropper (en).

## Analyse et postérité du tableau
Dès 1667, soit deux ans après la mort de Poussin, le peintre Sébastien Bourdon consacre à ce tableau une conférence devant l'Académie royale de peinture et de sculpture. Il analyse en détail les jeux de lumière et d'ombre, considérant que la scène est représentée le matin. Il rapproche la figure des deux aveugles de celles du Gladiateur blessé (aveugle de gauche) et de l'Apollon antique (aveugle de droite), la femme qui se retourne ressemblant pour sa part à la Vénus de Médicis.
En 1684, Félibien voit dans ce tableau de Poussin « un des plus beaux qui soient sortis de sa main, tant pour la belle disposition du sujet, et la force du dessin, que pour la couleur et les belles expressions des figures ».

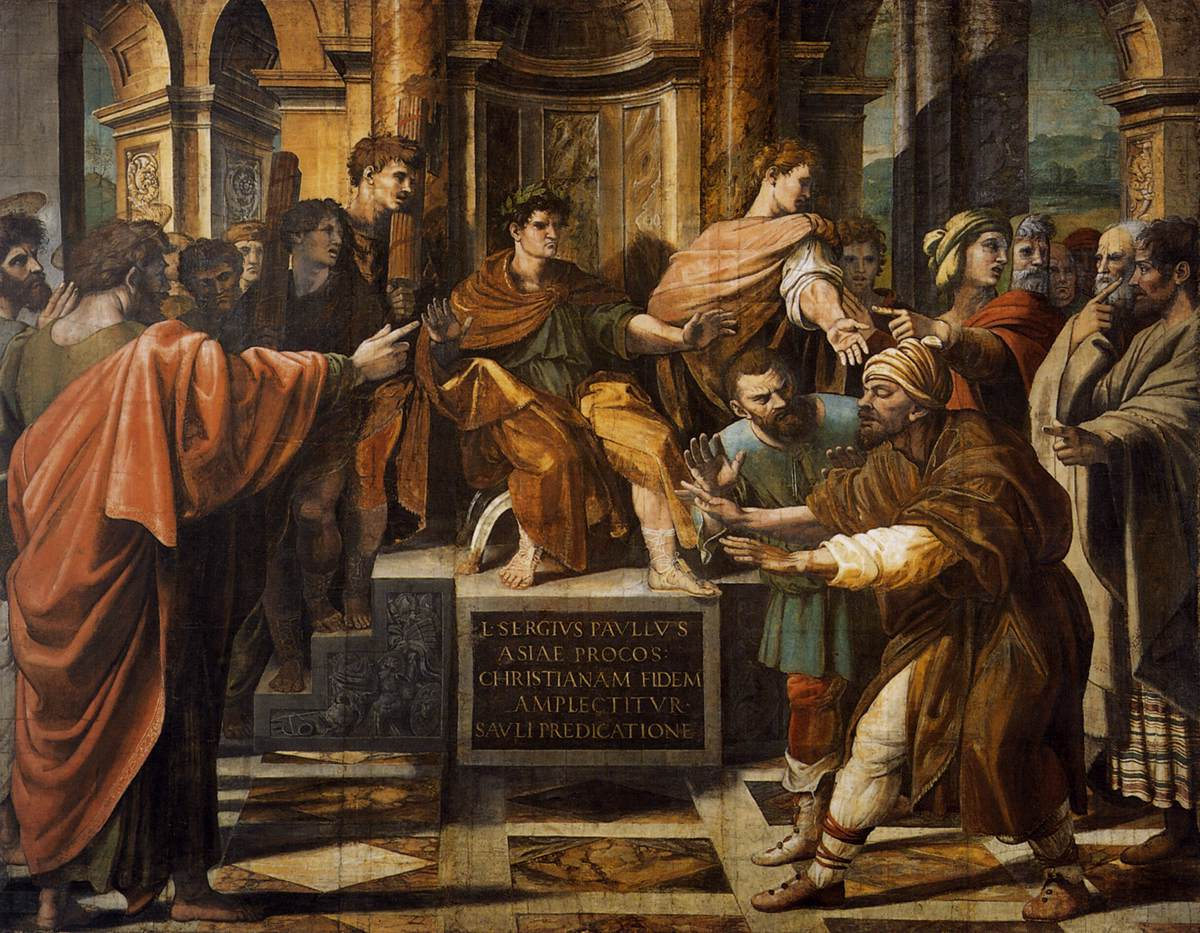
La Conversion du proconsul, ou L'Aveuglement d'Élymas, Raphaël, Victoria and Albert Museum.

La composition pourrait s'inspirer d'un carton de tapisserie réalisé par Raphaël et représentant l'aveuglement d'Élymas.
Pour le groupe de bâtiment en arrière-plan, Poussin s'est inspiré d'églises chrétiennes primitives de Rome pour le basilique à large portique, le campanile sur la gauche ou le palais sur la droite et derrière. Le bâtiment à portiques superposés, au second plan tout à gauche, est repris de projets de Palladio.